# Mezei zsálya
A mezei zsálya (Salvia pratensis) az ajakosvirágúak (Lamiales) rendjébe, ezen belül az árvacsalánfélék (Lamiaceae) családjába tartozó faj.
Népies nevei: foszló virág, lóbárzsing, réti-zsálya, vad-zsálya vagy skarlát-zsálya.

## Előfordulása
A mezei zsálya csaknem egész Közép-Európában igen gyakori. Ez a növény még megtalálható Európa többi részén is, Ázsia nyugati felén és Afrika északi részein is.

## Alfajai
- Salvia pratensis subsp. bertolonii (Vis.) Soó
- Salvia pratensis subsp. haematodes (L.) Arcang.
- Salvia pratensis subsp. laciniosa (Jord.) Briq.
- Salvia pratensis subsp. pozegensis (Watzl) Diklic
- Salvia pratensis subsp. pratensis L.

## Megjelenése
A mezei zsálya 30-80 centiméter magas, évelő növény. Szőrös, felálló szára üreges, felső részén elágazó. A levelek szíves vállból induló hosszúkás tojásdadok, ráncosak, egyenlőtlenül vagy kétszer csipkés, fűrészes szélűek, épek vagy gyengén karéjosak, 8-12 centiméter hosszúak, túlnyomó részük tőállású. Virágai sötétkékek vagy ibolyakékek, ritkán rózsaszínűek vagy teljesen fehérek, 6 virágú álörvökben állnak. A párta csöve 1,5-2,5 centiméter hosszú, a felső ajak feltűnő, sarló alakú. A csésze 1 centiméternél rövidebb, egyenlőtlenül fogazott, a felső ajka csaknem ép szélű. A murvalevelek a csészénél jóval rövidebbek, zöld színűek. A virágzat rövid bozontos és többé-kevésbé mirigyszőrös, ezért kissé ragadós. Megporzása szokatlan módon történik. A nektárt kereső rovarok bebújva a virágok torkába, akaratlanul is megmozdítják a porzószálak alját, amitől a felső ajakban lévő porzó lecsapódik, a rajta lévő virágpor pedig a rovarok hátára hullik.

## Életmódja
A mezei zsálya száraz rétek, füves lejtők, sovány gyepek, legelők, mezsgyék és cserjések lakója. A laza, bázisokban gazdag, meszet is tartalmazó talajokat kedveli. Az időszakos szárazságot is jól elviseli. Melegkedvelő faj.
A virágzási ideje májustól júliusig, esetleg augusztusig tart. Virágait főleg méhek és poszméhek porozzák meg. Mikor nektárt keresnek a virágban, a bibeszál érintkezik a rovarok hátával, és felveszi az idegen virágról érkezett virágport.

## Rokon fajok
A zsálya (Salvia) nemzetség többi faja közül legismertebb a gyógy-, fűszer- és dísznövényként használt orvosi zsálya (Salvia officinalis).

## Képek

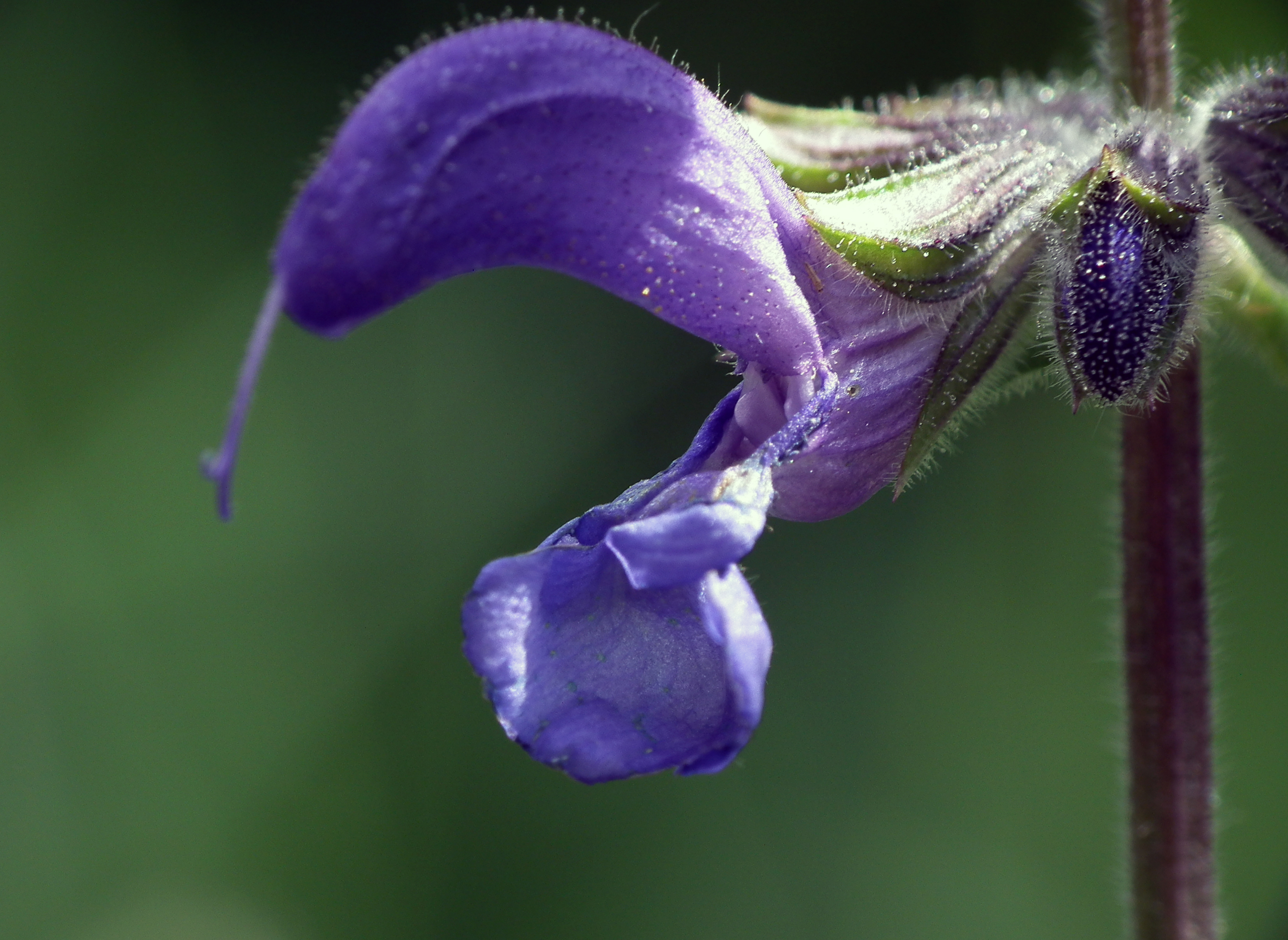
Virága közelről
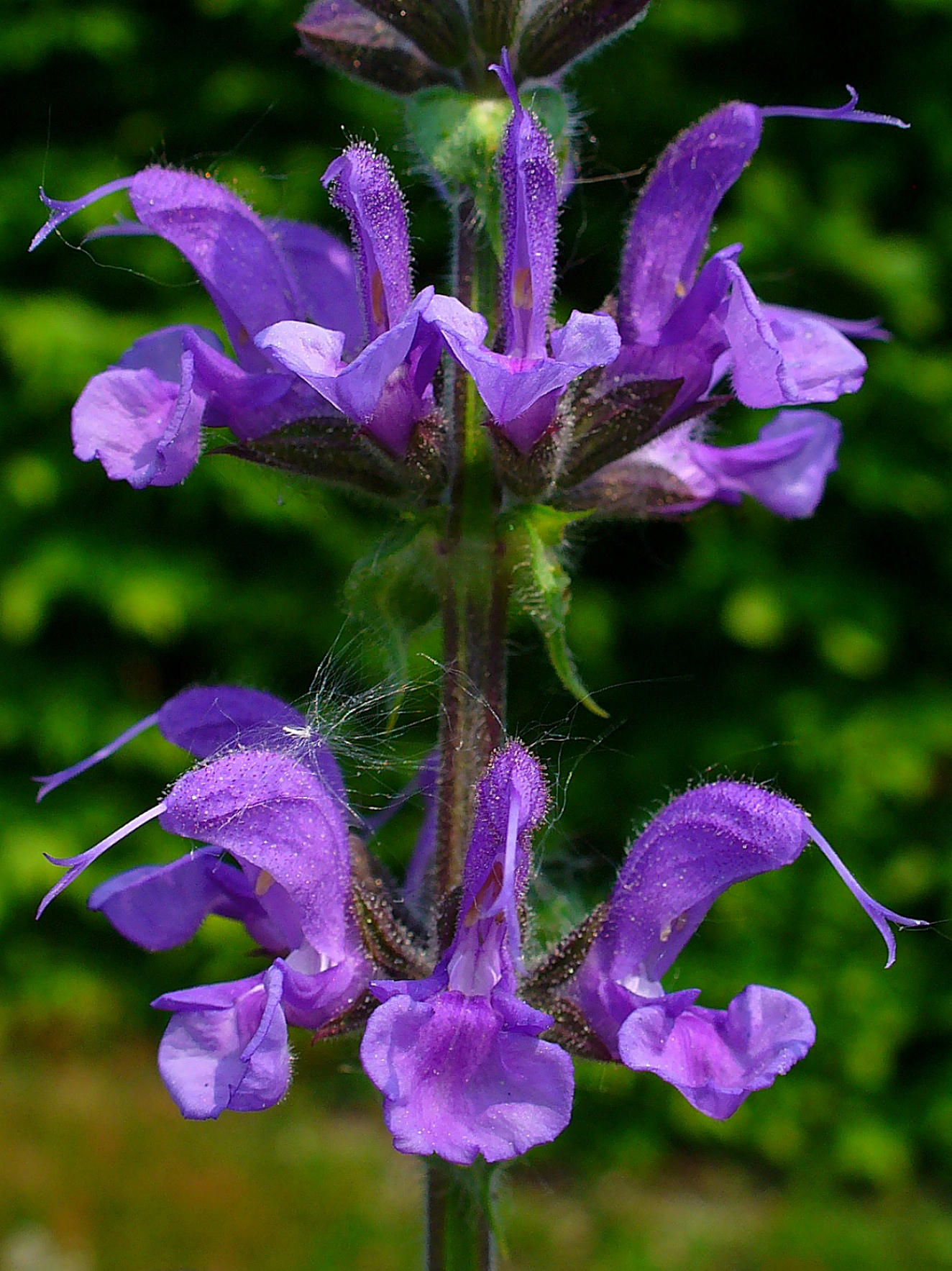
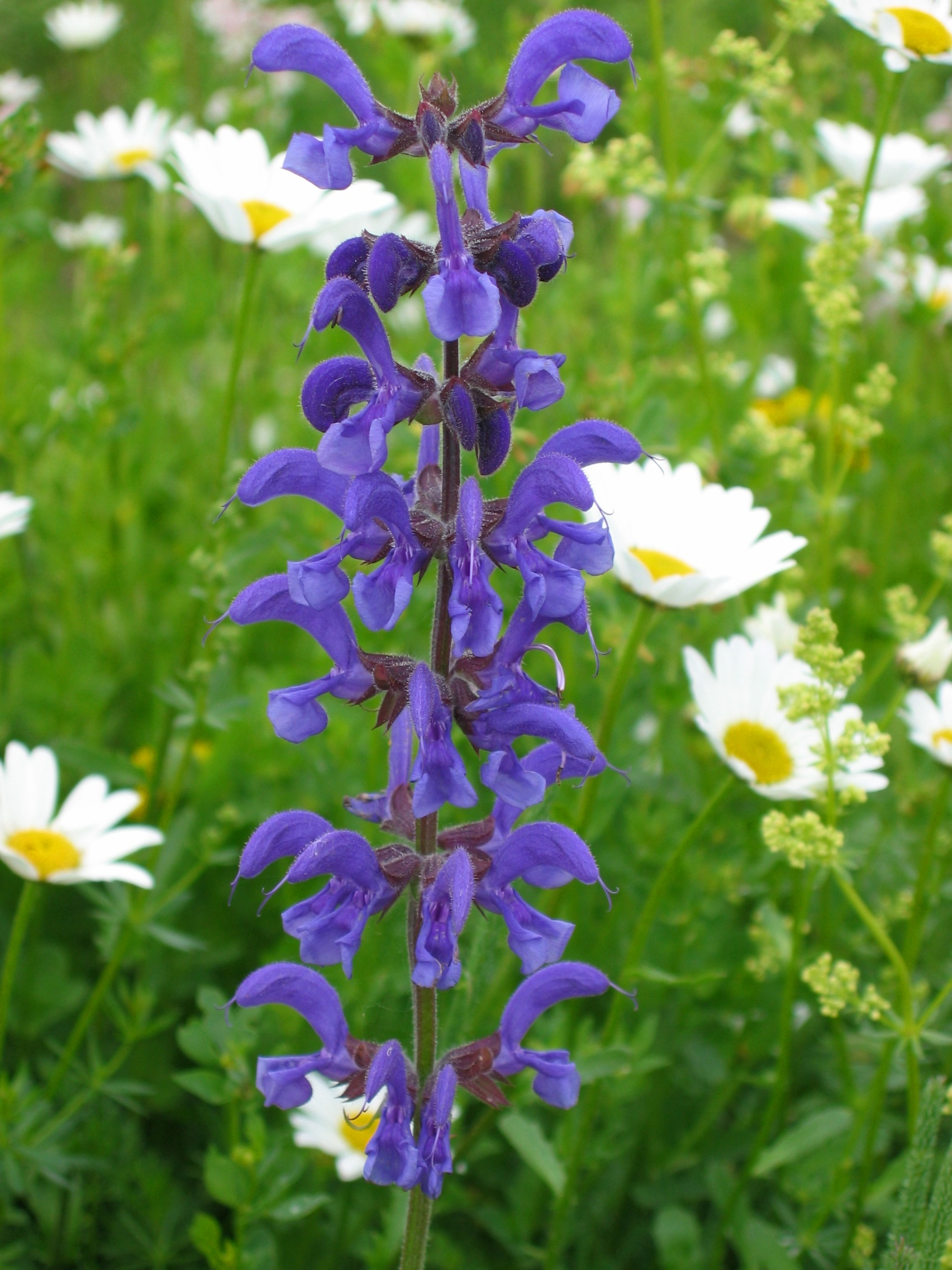
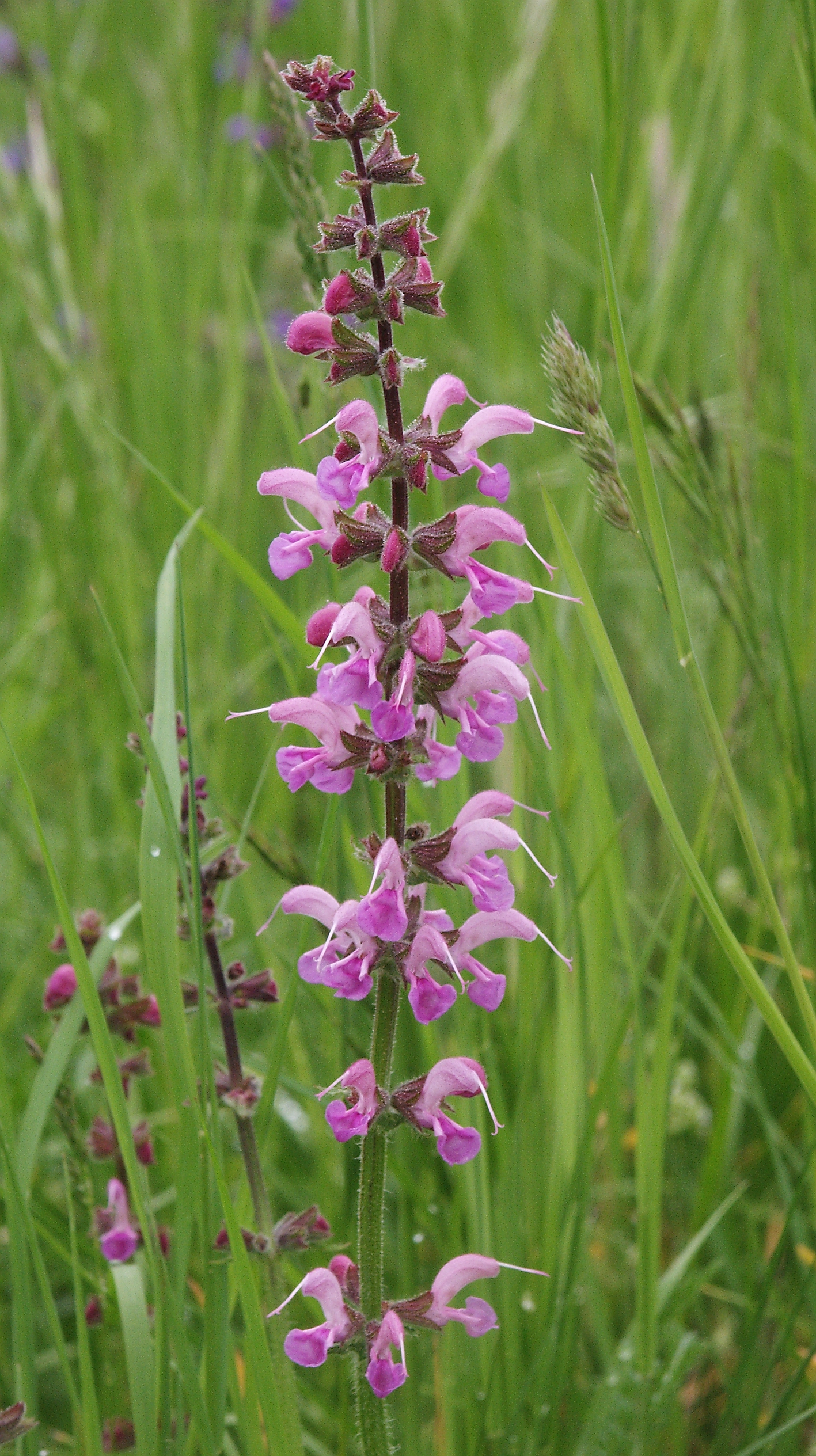
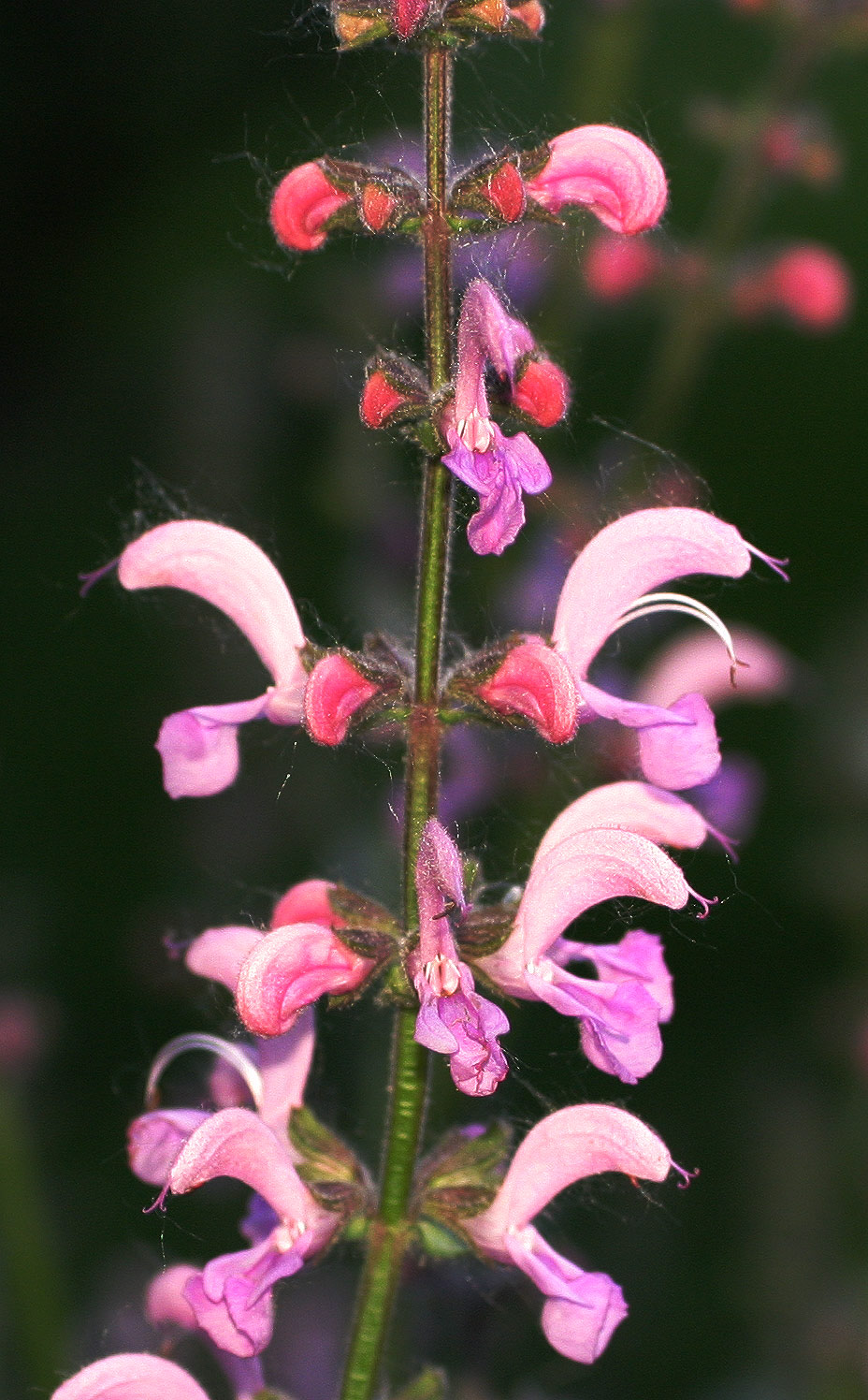
Vöröses árnyalat
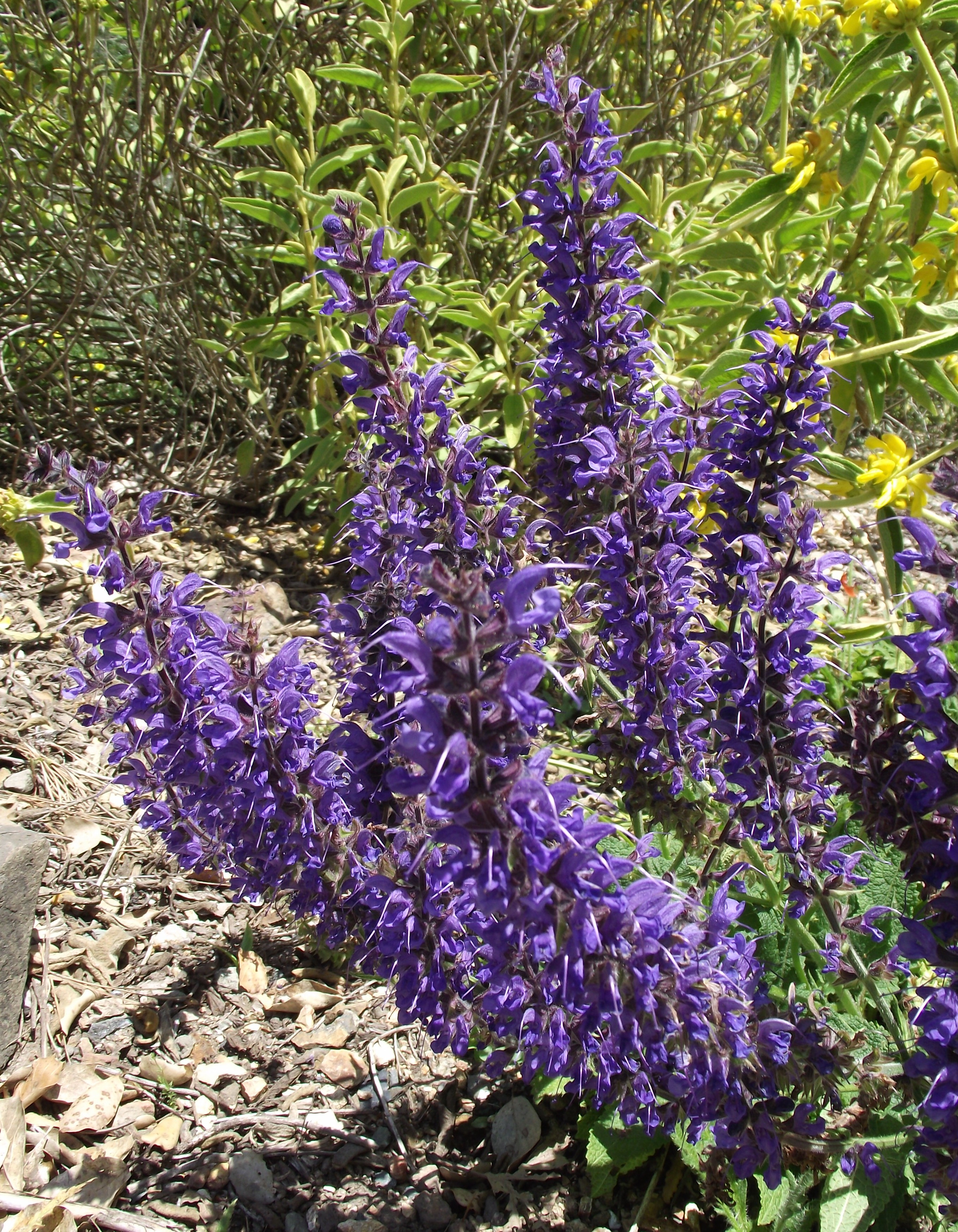
Csoportosan
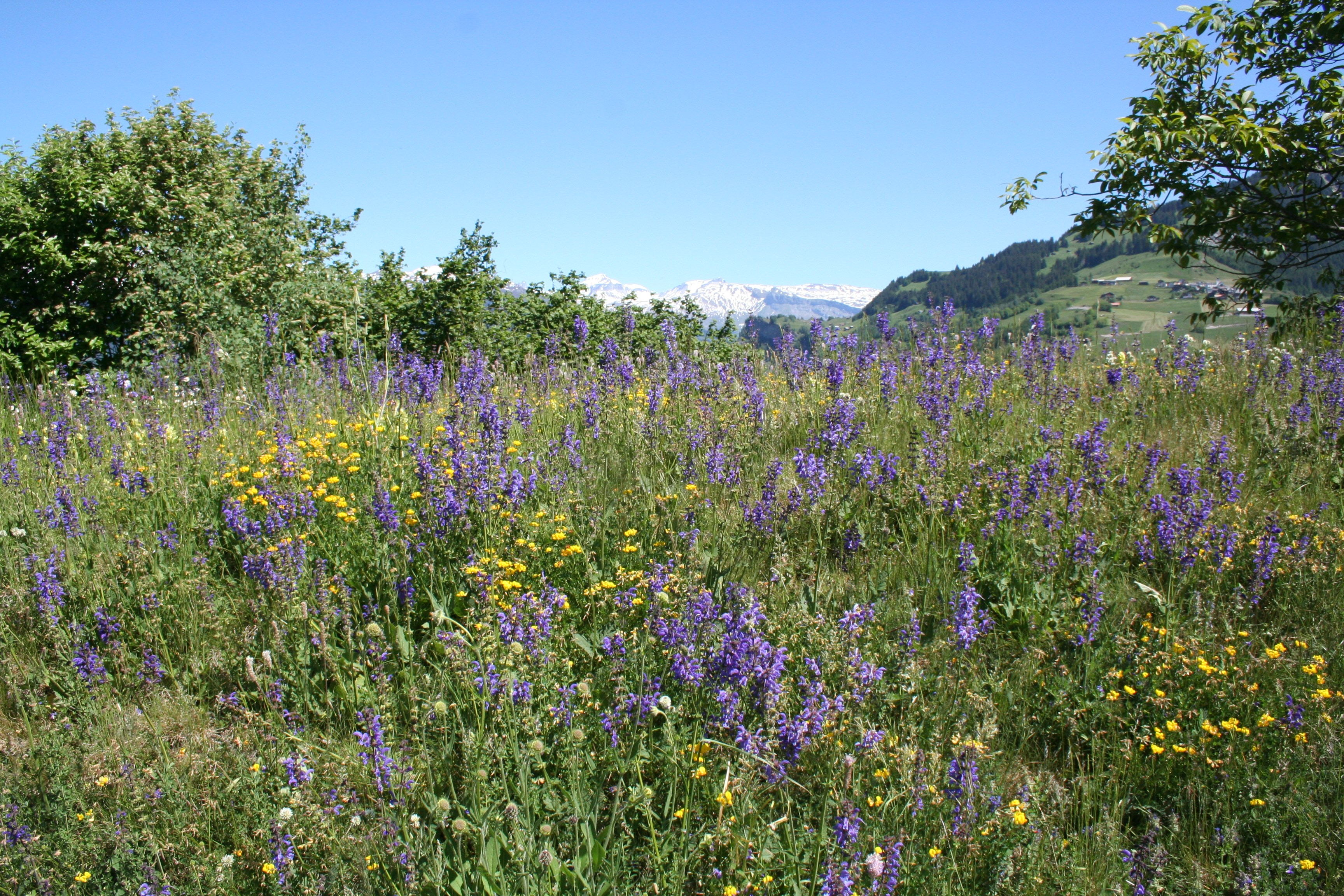
Természetes élőhelyein
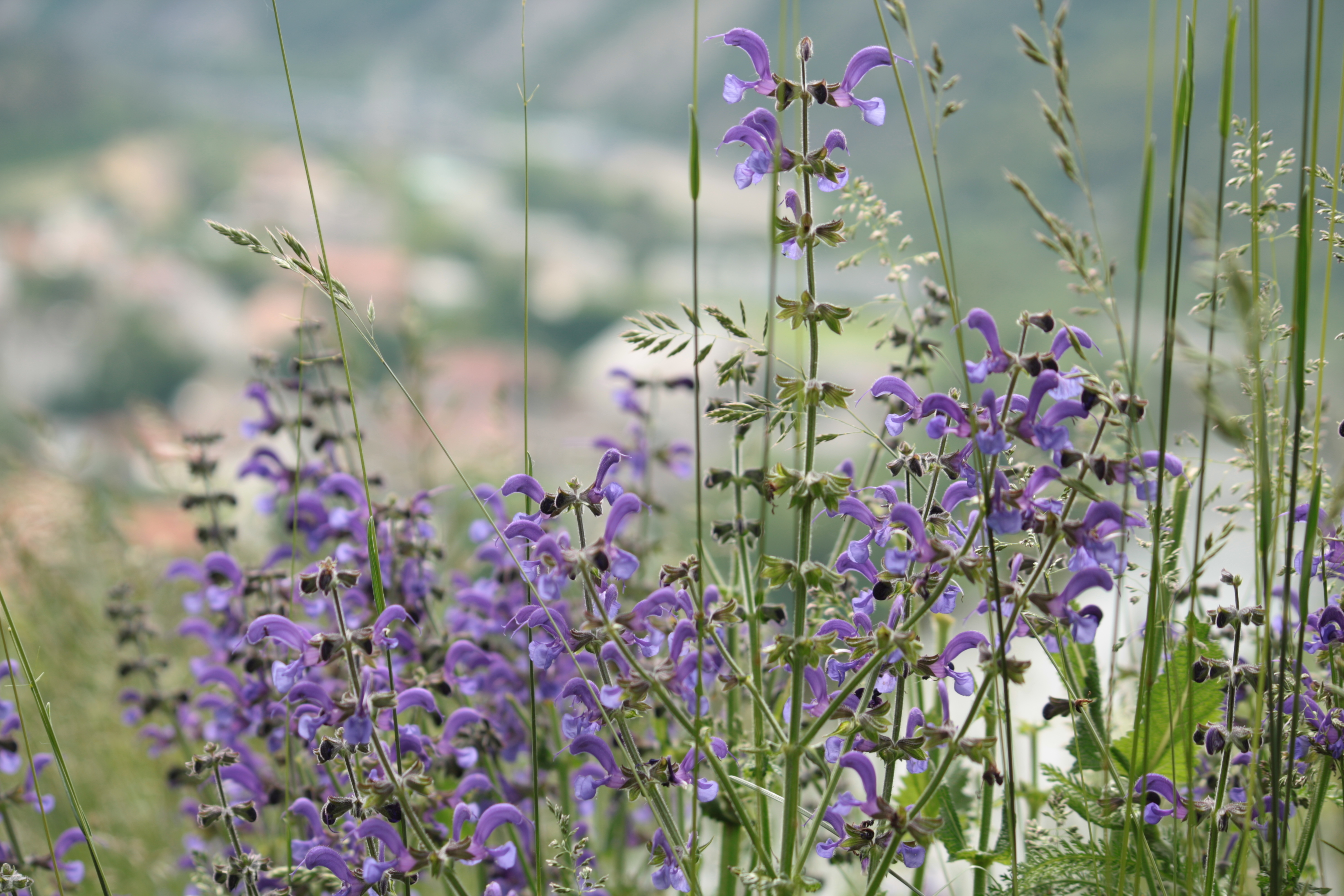
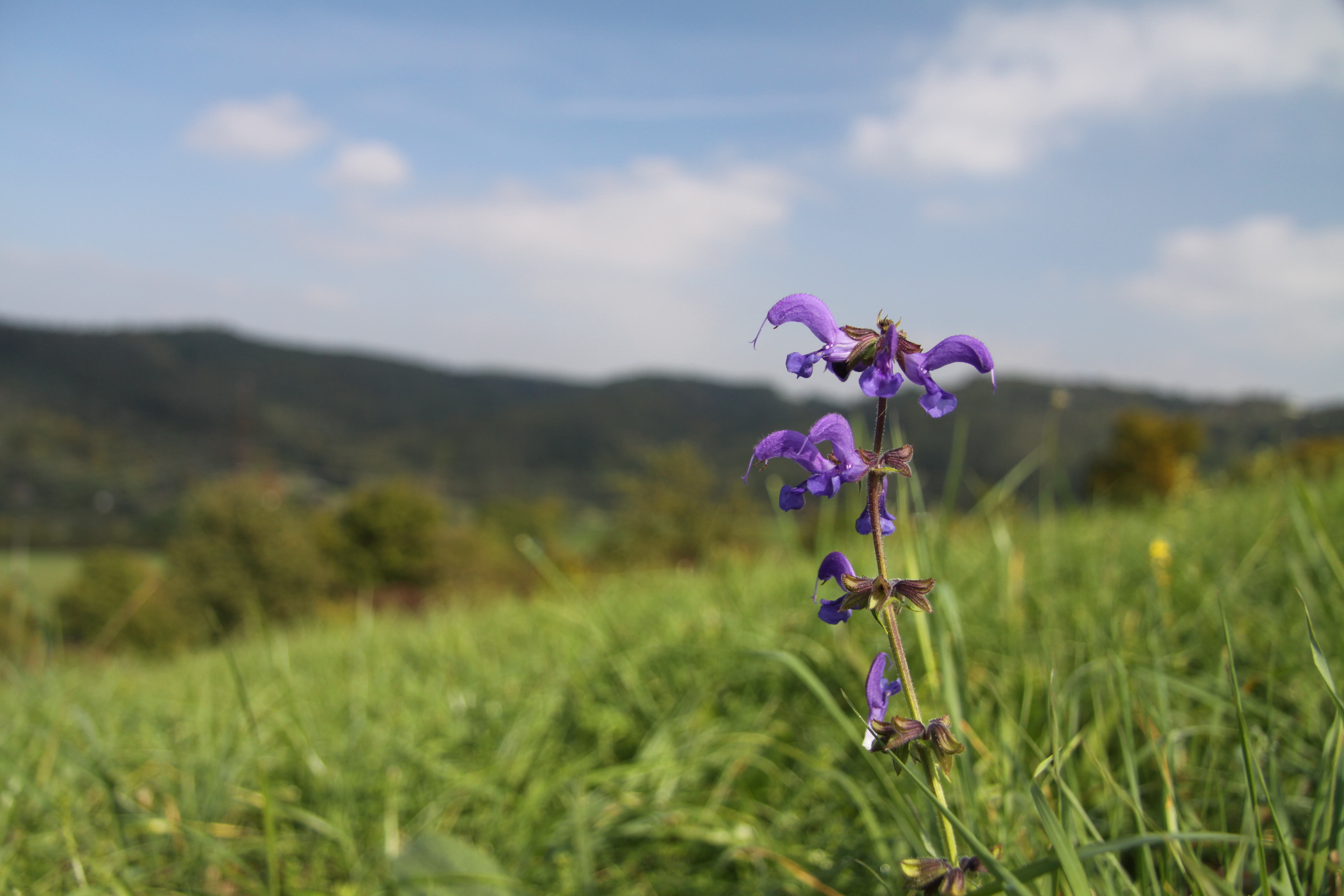
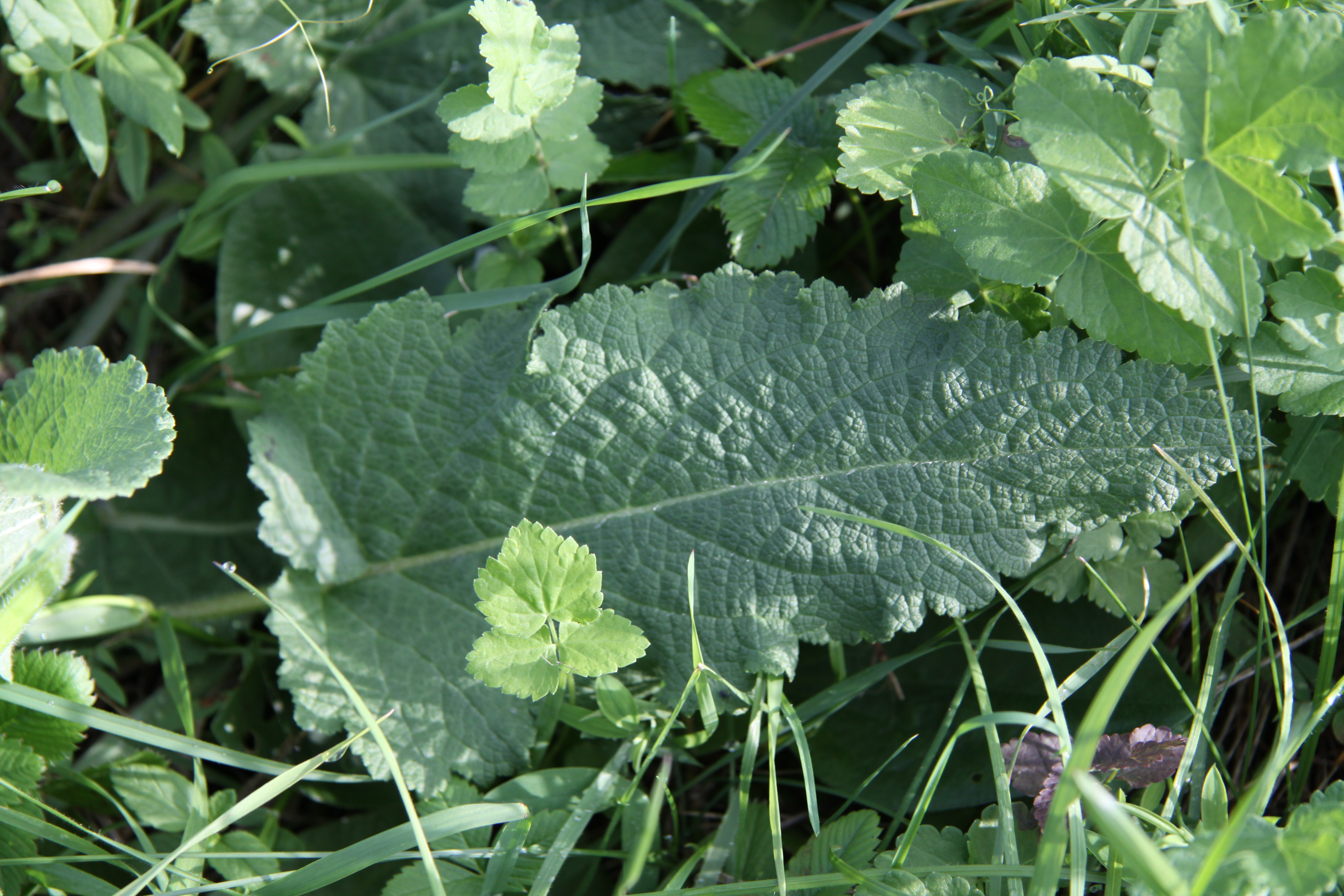
Levele
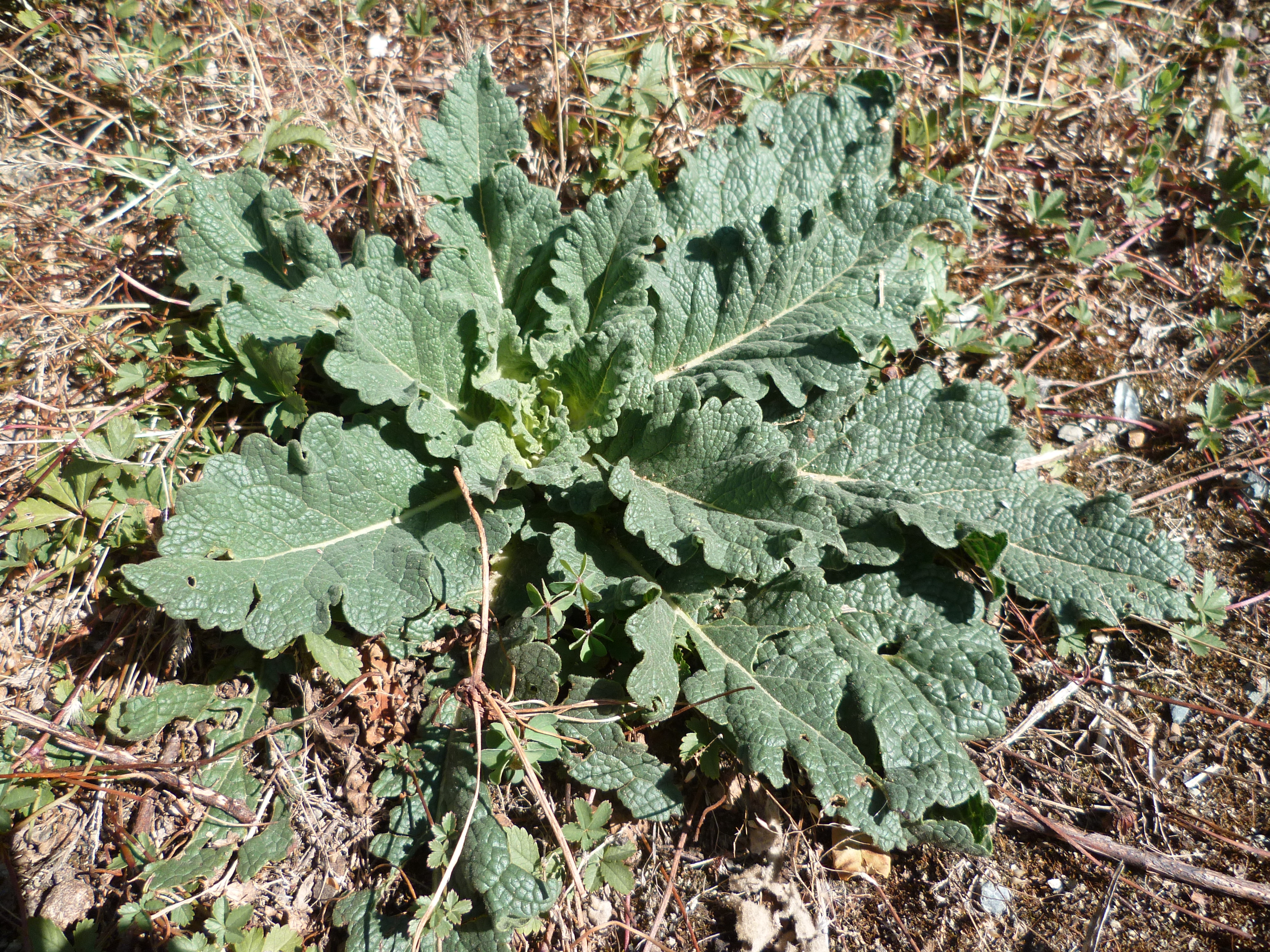
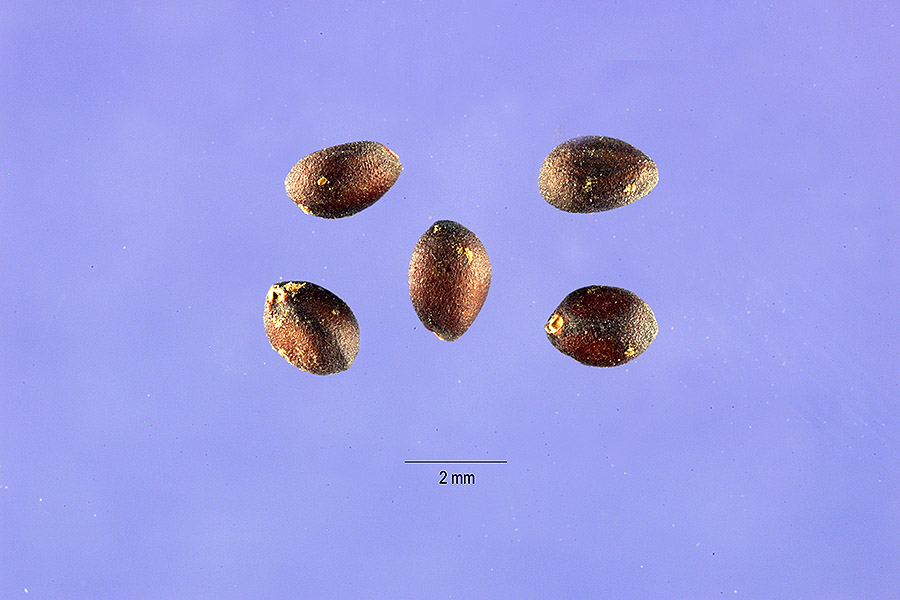
Magok
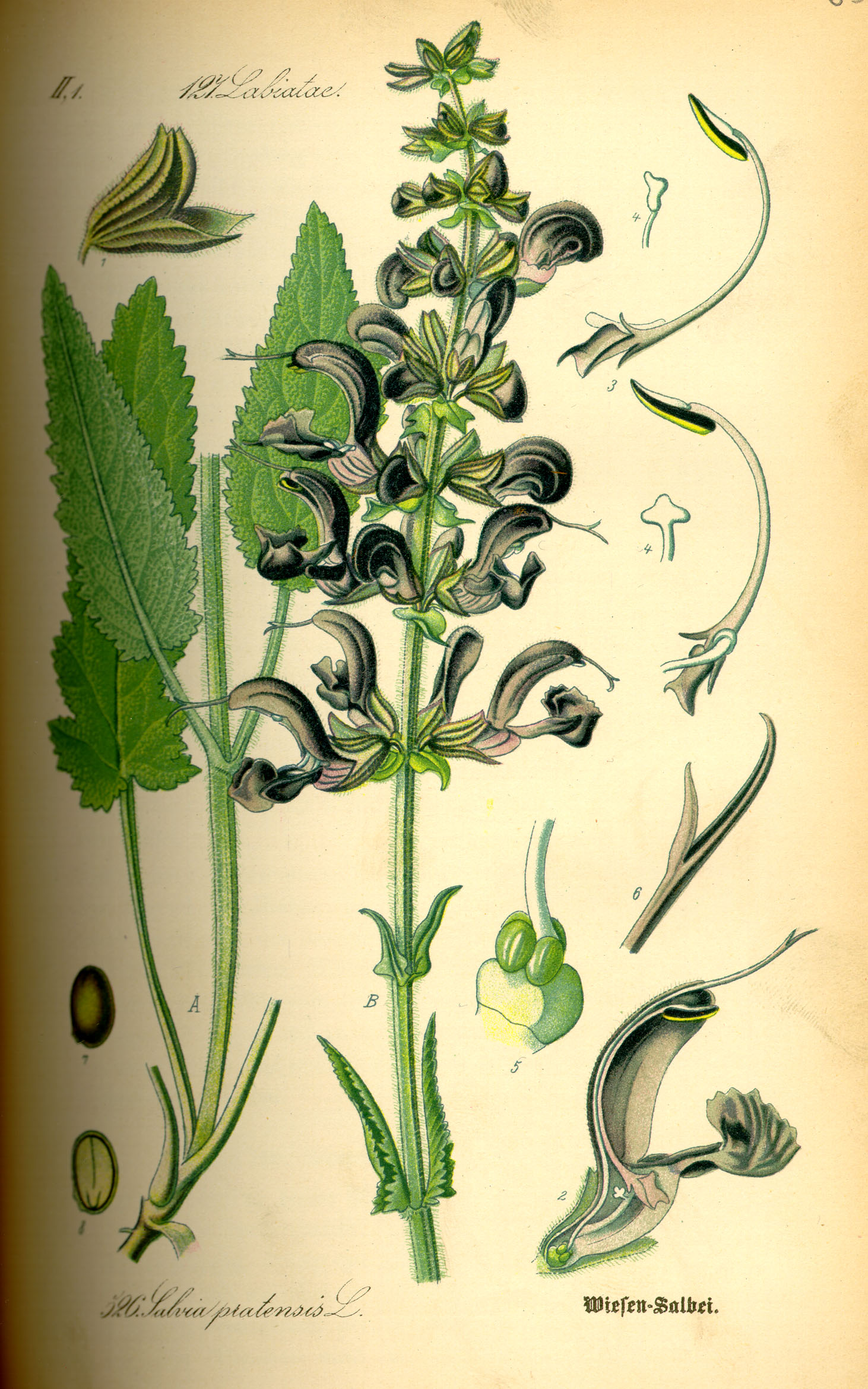
Rajzok a növényről
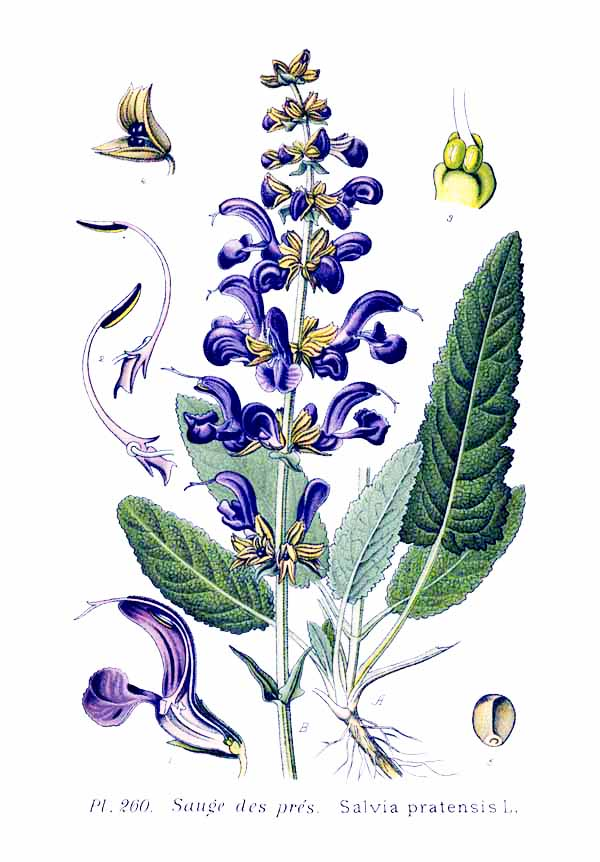